# 1er régiment de ligne (Belgique)
Pour les articles homonymes, voir 1er régiment.
Le 1er régiment de ligne  (en néerlandais : 1ste Linieregiment) était une unité d'infanterie de la force terrestre des forces armées belges.

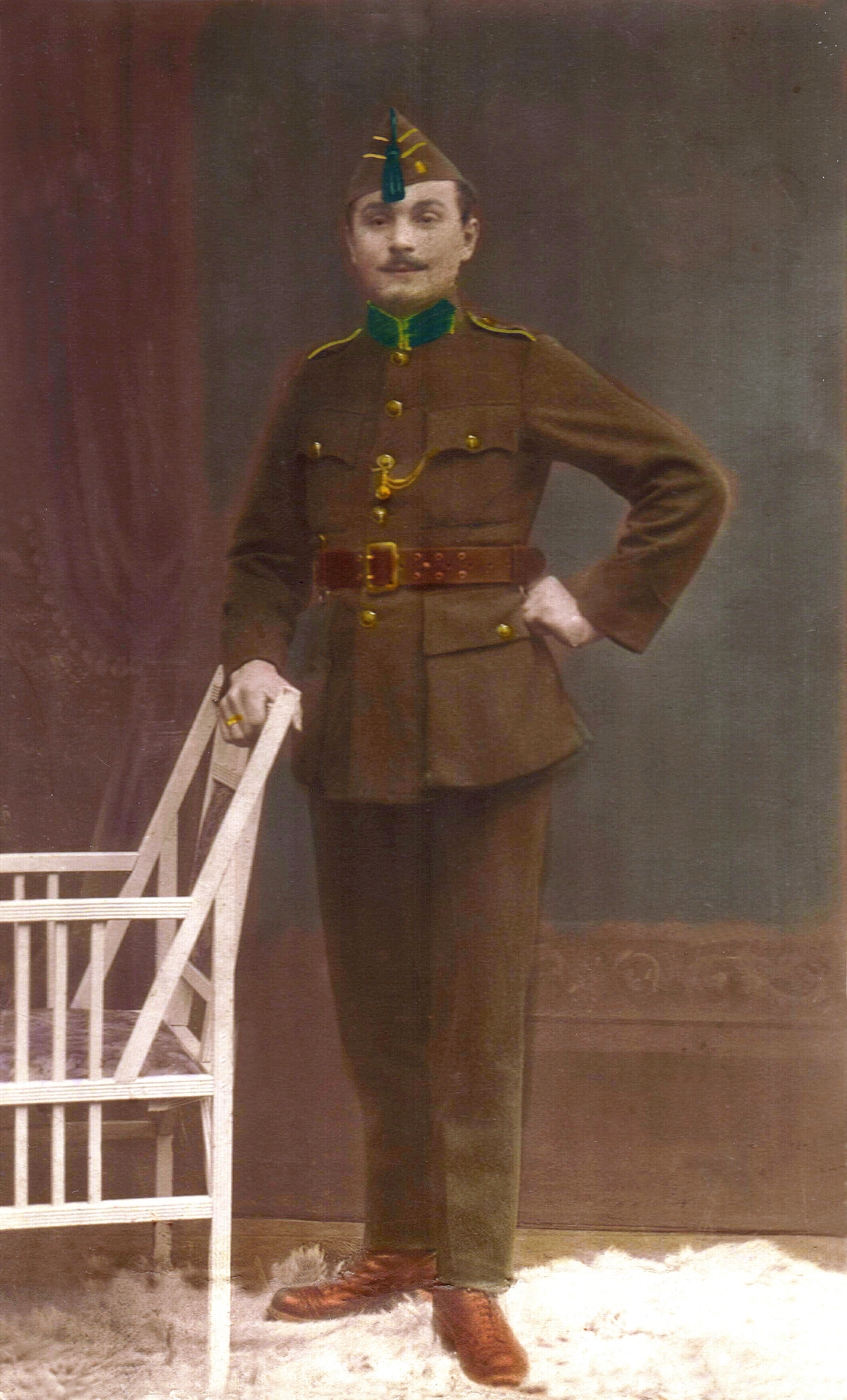
Soldat milicien du 1er régiment de ligne (1922).

## Historique
Le régiment de Bruxelles est créé par un arrêté du régent le 16 octobre 1830 à partir du 1ste afdeling de l'armée néerlandaise. Le 25 novembre 1830, il est renommé en 1er régiment de ligne.
Durant la campagne des 10 jours, du 2 au 12 août 1831, il combat à Brasschaat, Bautersem, Louvain et Ijzerenberg.
Juste avant la réforme de l'armée de 1913, il forme avec le 2e régiment de ligne, la 1re brigade attachée à la première division d'armée.

### Première Guerre mondiale
Lors de la mobilisation, comme tous les régiments de ligne d'active, il est divisé pour donner naissance au 21e régiment de ligne. Ensemble, ils forment la 1re brigade mixte de la 5e division d'armée. Il est dirigé sur les positions défensives établies sur la Gette.
Après la retraite sur la place fortifiée d'Anvers, il se distingue les 25 et 26 août sur la rive ouest du canal de Willebroeck et les 10 et 11 septembre sur la ligne de front Humbeek – den Heuvel – Eversem.
Après la chute d'Anvers, son régiment frère, le 21e de ligne est dissous.
Le régiment prend part du 17 au 31 octobre 1914 à la bataille de l'Yser et à la chute de Dixmude le 10 novembre où un de ses bataillons est décimé.
Il passe les 4 années de guerre dans les tranchées.
Fin décembre 1916, il reforme la 5e division d'infanterie avec le 2e régiment de chasseurs à pied et le 21e de ligne reconstitué.
En septembre 1918, il est positionné entre Nieuport et Pervyse. Durant l'offensive des 100 jours, il conquiert les positions allemandes de la rive sud de l’Yser.
Le 16 octobre, il progresse avec le 21e de ligne jusqu'à atteindre une ligne de front entre Ostende et Oudenburg.
Deux jours plus tard, il avance vers le canal de dérivation de la Lys et est arrêté devant Balgerhoeck.
Il combat jusqu'au 2 novembre pour finalement franchir le canal et progresser jusqu'au canal Gand-Terneuzen.

### L'entre-deux-guerres

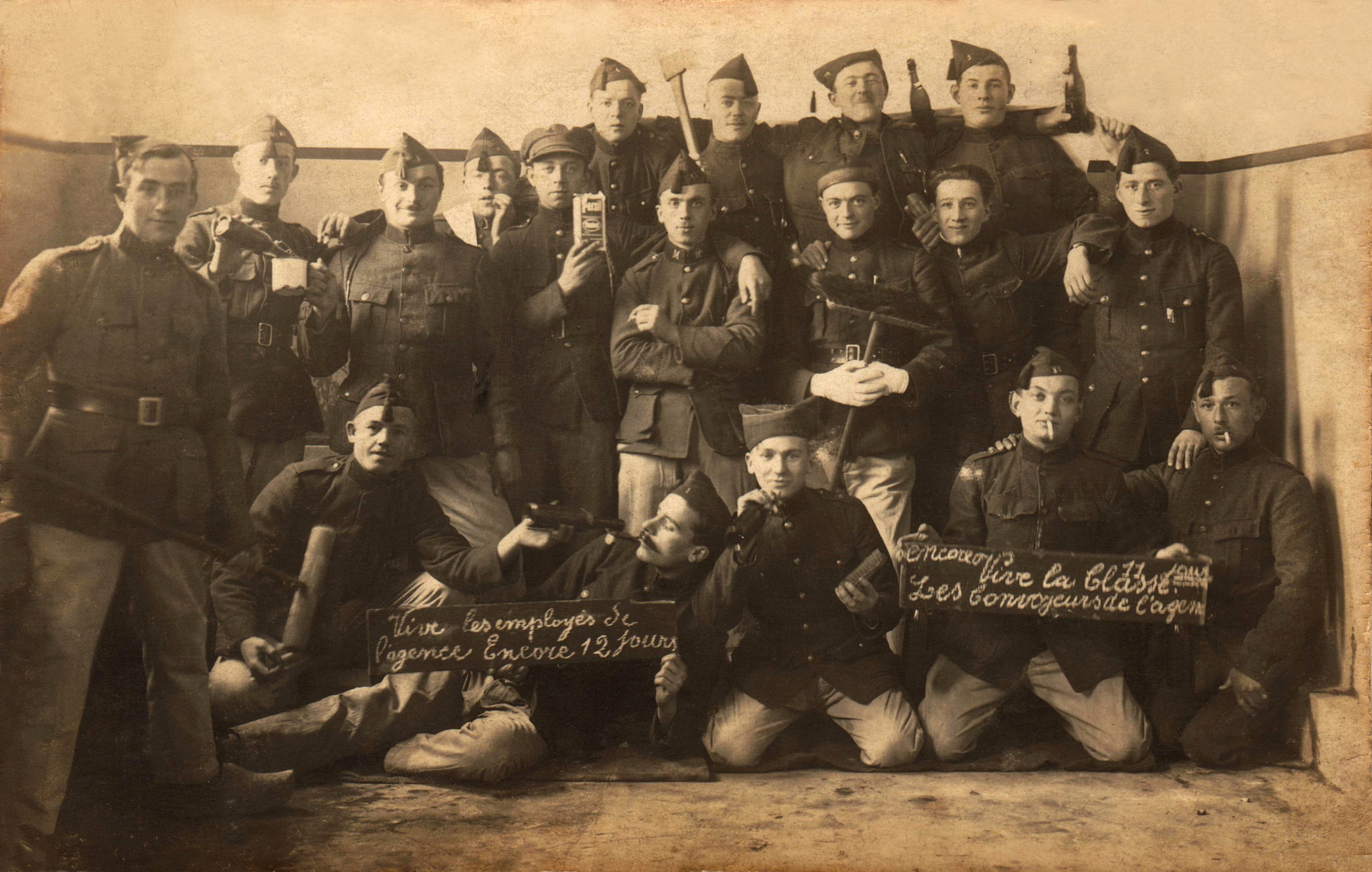
Militaires des forces armées belges d'occupation en Rhénanie affectés au bureau postal d'Aix-la-Chapelle fêtant leur prochaine démobilisation.

Le régiment est envoyé en Allemagne en 1919 pour participer à l'occupation de la Rhénanie.

### Seconde Guerre mondiale
Le régiment est mobilisé le 26 août 1939. Deux jours plus tard, le régiment quitte le fort de la Chartreuse à Liège pour ses cantonnements de guerre à Romsée. Il est affecté à la surveillance du sous-secteur Evegnée-Meuse et de plusieurs ponts sur la Meuse.
Le 10 mai 1940, le régiment participe encore à la défense de la position fortifiée de Liège et est positionné avec la 2e division d'infanterie sur la partie orientale de la Meuse.
Le 11 mai au matin, il prend de nouvelles positions sur la rive gauche de la Meuse. L'après-midi, il évacue définitivement Liège sous les attaques de l'aviation allemande d'abord vers l'ouest puis vers le sud-ouest le long de la Meuse.
Le 12 mai, après une marche éprouvante, il est à 10 km de Huy dans le village de Fize-Fontaine. Désordonné, il a affaire avec des éclaireurs allemands. Sa retraite est ralentie et beaucoup de matériel sera abandonné à la suite de la destruction des ponts sur la Mehaigne par les troupes françaises.
Le 13 mai, il est décidé par l'état-major belge de déplacer la 3e division d'infanterie en Flandre occidentale et de l'ajouter à la réserve stratégique. La division ayant perdu beaucoup de sa valeur de combat pendant sa retraite.
Le 14 mai, il arrive à Ransart où il prend le train.
Le 16, le régiment se regroupe à Aalter où il est réorganisé à la suite des nombreuses pertes subies dans les premiers jours de la guerre (un tiers de ses effectifs).
Il est composé dès lors de deux bataillons de trois compagnies de fusiliers et d'une compagnie de mitrailleurs. Le régiment compte environ 2 000 soldats et a perdu un tiers de ses effectifs.
Le 17 mai, le régiment est immobilisé sur le champ d'aviation d'Aalter à cause d'une pénurie de carburant. Il est bombardé les 18 et 20 mai.
Le 21 mai, le régiment se retire sur Dentergem.
Le 22 mai, le régiment arrive à Desselgem sur les bords de la Lys et se positionne sur le sous-secteur d'Ooigem.
Le 23 au soir, les premiers combats ont lieu avec l'avant-garde allemande.
Le 24 vers 15h, les allemands bombardent le régiment avant de lancer l'assaut une heure plus tard. Il se défend becs et ongles mais doit abandonner ses positions pour le canal de Roulers vers 19h00 laissant derrière lui 71 soldats.
Le 25, l'état-major est à Hertegem où il tente de regrouper les différents détachements.
Le 27, les troupes restantes sont remaniées en groupes de combat et le matériel est réparti entre eux. Certains de ces détachements combattront à Tielt.
Le régiment reçoit également ce jour-là le renfort de trois compagnies provenant des classes de miliciens de 1940.
Le 28 mai, la Belgique capitule et le régiment est de facto dissous.

### Après-guerre
En 1946, le 2e bataillon de la 1re Brigade d'Infanterie est renommé en 1er bataillon de ligne.
Celui-ci sera dissous le 10 mai 1947. Le 15 novembre 1951, le bataillon est de nouveau formé jusqu'en janvier 1956. Il passe par après dans la réserve

## Drapeau
Le 12 janvier 1832, il est remis à Gand par le roi Léopold. Le 28 mai 1940, il est caché lors de la capitulation de l'armée belge à l'abbaye Saint-André-lez-Bruges. Le 2 mars 1945, il est déposé au musée de l'armée. Le 4 mai 1946, il est remis au 1er bataillon de ligne. Le 10 mai 1947, il est de nouveau déposé au musée de l'armée. Le 20 janvier 1952 à Bastogne, il est remis au 1er bataillon de ligne nouvellement reformé. En 1956, il retourne au musée de l'armée.
Il porte les inscriptions suivantes :
- Anvers
- Yser
- Dixmude
- Celiebrug
- Balgerhoeck.

## Organisation
Le 10 mai 1940 régiment est composé comme suit:
- 1 compagnie de commandement;
- 1 compagnie médicale
- 1 peloton d'éclaireurs
- 3 bataillons divisés en :
  - 3 compagnies de fusiliers
  - 1 compagnie de mitrailleurs
- 1 bataillon divisé en :
  - 1 compagnie de mitrailleurs (13e)
  - 1 compagnie anti-chars (14e)
  - 1 compagnie de mortier (15e)

## Sources
- (nl) « Site sur les différents régiment belges entre 1830 et 1914 »
- (nl) « Site sur l'armée belge en 1940 »
- (nl) Commandant Luc Lecleir; Belgische Krijgsmacht - Emblemen en eervolle vermeldingen van de Eenheden, Bruxelles, 1972